# CCDC182
CCDC182 (англ. Coiled-coil domain containing 182) – білок, який кодується однойменним геном, розташованим у людей на довгому плечі 17-ї хромосоми. Довжина поліпептидного ланцюга білка становить 153 амінокислот, а молекулярна маса — 17 536.
| 10         |  | 20         |  | 30         |  | 40         |  | 50         |
| ---------- |  | ---------- |  | ---------- |  | ---------- |  | ---------- |
| MEPLYQAGSI |  | LMTVNTLQGK |  | KMIESGLQSG |  | DFSLSQSWPS |  | CLPPPADLEI |
| LQQKVAGVQR |  | ELEDFKKEAL |  | KSIHYLEDAF |  | CEMNGALVQQ |  | EEQAARVRQR |
| LREEEDRGIV |  | RNKVLTFLLP |  | REKQLREHCK |  | RLEDLLLDRG |  | RDALRATKKS |
| QAD        |  |            |  |            |  |            |  |            |

A: Аланін

C: Цистеїн

D: Аспарагінова кислота

E: Глутамінова кислота

F: Фенілаланін

G: Гліцин

H: Гістидин

I: Ізолейцин

K: Лізин

L: Лейцин

M: Метіонін

N: Аспарагін

P: Пролін

Q: Глутамін

R: Аргінін

S: Серин

T: Треонін

V: Валін

W: Триптофан